# Millahuillín
Millahuillín es un caserío de la comuna de Máfil, ubicada en la parte noreste de la comuna.

## Hidrología
Millahuillín se encuentra al sur del estero Millahuillín, tributario del estero Curileufu.

## Accesibilidad y transporte
Millahuillín se encuentra a 11 km de la ciudad de Máfil a través de la Ruta T-335.